# Дизелгејт
Фолксваген скандал емисије гаса, понекад познат као Дизелгејт (енгл. Dieselgate) или Емишнгејт (енгл. Emissionsgate) започео је у септембру 2015. године, када је Агенција за заштиту животне средине Сједињених Држава  (енгл. United States Environmental Protection Agency -или ЕПА) издала обавештење о кршењу Закона о чистом ваздуху немачком произвођачу аутомобила Фолксваген група. Агенција је открила да је Фолксваген намерно програмирао дизел моторе са турбо пуњењем и директним убризгавањем горива (енгл. turbocharged direct injection -или ТДИ) да активирају контролу емисије само током лабораторијског тестирања емисија, што је довело до тога да испуштање NOx (азот-оксида) из  возила задовољи америчке стандарде током регулаторног тестирања, док су мотори заправо емитовали до 40 пута више азот-оксида у стварној вожњи. Фолксваген је применио овај софтвер у око 11 милиона аутомобила широм света, укључујући 500.000 аутомобила у Сједињеним Државама, са моделима из периода од 2009. до 2015. године.

## Сплет догађаја

### Увод
У 2014. години, Калифорнијски одбор за ваздушне ресурсе (енгл. California Air Resources Board, ЦАРБ) затражио је од Међународног савета за чист транспорт (енгл. International Council on Clean Transportation, ИЦЦТ) резултате проучавања о разликама у емисији између европских и америчких модела возила, који је садржао податке о 15 возила из три извора. Међу онима који су ангажовани за овај задатак била је група од пет научника из Центра за алтернативна горива и емисије Универзитета Западне Вирџиније, који су користили јапански систем за тестирање емисија у возилу и открили додатне емисије током тестирања уживо на свака два од три дизел аутомобила. Међународни савет за чист транспорт је такође купио податке из два друга извора. Нови подаци о истраживању на путу и купљени подаци су спојени коришћењем Преносивих система за мерење емисија (енгл. Portable emissions measurement system, ПЕМС) који су развијени од стране више појединаца средином касних 1990-их и објављени у мају 2014. године.
Истраживачи у више земаља почели су да истражују Фолксваген, и његове акције су пале за трећину у данима непосредно након вести. Генерални директор Фолксваген групе Мартин Винтеркорн поднео је оставку, а шеф развоја бренда Хајнц-Јакоб Нојсер, шеф истраживања и развоја Аудија Улрих Хакенберг и шеф истраживања и развоја Поршеа Волфганг Хац су суспендовани. Фолксваген је у априлу 2016. објавио планове да потроши 16,2 милијарде евра (18,32 милијарде долара по курсу из априла 2016. године) на отклањање проблема са емисијама и планира да преправи угрожена возила као део поновљене кампање. У јануару 2017, Фолксваген је признао кривицу по кривичним оптужбама и потписао усаглашену Изјаву о чињеницама, која се ослањала на резултате истраге коју је сам Фолксваген затражио од америчке адвокатске фирме Џонс Деј. У саопштењу се наводи како су инжењери развили уређаје за уништавање, јер дизел модели не би могли да прођу тестове емисије издувних гасова у САД без њих, и намерно су настојали да прикрију њихову употребу. Уређај за уништавање је било који хардвер, софтвер или дизајн моторног возила који омета или онемогућава контролу емисије у условима вожње у стварном свету, чак и ако возило прође формално тестирање емисија. У априлу 2017, амерички савезни судија одредио је Фолксвагену да плати кривичну казну од 2,8 милијарди долара за „неправилно опремање возила на дизел мотор у циљу варања на владиним тестовима емисије издувних гасова“. Након првобитног признања кривице формализована је казна на коју је Фолксваген пристао. Винтеркорн је у Сједињеним Државама оптужен за обману и заверу 3. маја 2018. године. Почевши од 1. јуна 2020. скандал је коштао Фолксваген 33,3 милијарде долара казни, финансијских поравнања и трошкова преправки и рекламације возила. Различите владине и грађанске акције су тренутно у току у САД, као и у Европској унији, где се налази већина ових возила. И у Европи возила остају легална за вожњу, групе потрошача и владе настоје да се увере да је Фолксваген на одговарајући начин новчано надокнадио власнике возила, као што су морали да ураде у Сједињеним Државама. 
Скандал је подигао свест о вишим нивоима загађења које емитују возила са дизел погоном бројних произвођача аутомобила, а која су у стварним условима вожње премашила законске границе емисије. Истраживање спроведено од стране Међународног савета за чист транспорт и Општег немачког аутомобилског клуба (АДАЦ) показало је највећа одступања стварне количине емисија и емисија забележених тестовима код марки аутомобила Волво, Рено, Џип, Хјундаи, Ситроен и Фијат. Ово је резултовало покретањем истрага о другим скандалима са емисијом дизел горива. Покренута је дискусија на тему софтверски контролисаних машина које су уопштено погодне за преваре, а решење би било давање софтвера на јаван увид.

### Фолксваген дизел систем против загађења
Tехнологија тросмерног каталитичког претварача била је веома ефикасна од раних 1980-их у смањењу азот-оксида ( NOx) у издувним гасовима бензинских мотора. Међутим ова технологија не функционише добро за дизел возила, која без додатних преправки емитују 20 пута више  NOx .
Да би решили овај проблем, 2005. године неки менаџери у Фолксвагену су намеравали да купе права на Мерцедес-ову гломазану, скупу и тешку за одржавање Селективну каталитичку редукцију, Блутек (енгл. BlueTEC) систем за третман издувних гасова на бази урее за смањење загађења издувним гасовима дизел мотора. Други менаџери у Фолксвагену су одбили Блутек, и одлучили да развију сопствени, јефтинији систем NOx замки (енгл.  NOx adsorber, Lean NOx  trap system).
Тим NOx  замки је победио, али њихово решење заправо није било функционално. Стварна примена је веома изазовна – од 2016. године, 38 од 40 дизел аутомобила свих марки које је Општи немачки аутомобилски клуб тестирао није прошло NOx  тестове на основу државних стандарда.
Без обзира, Фолксваген је промовисао технолошко чудо брзих, јефтиних и еколошки прихватљивих дизел возила - што није било стварно стање. У стварности, систем није успео да комбинује нижу потрошњу горива са усаглашеним емисијама NOx , и Фолксваген је око 2006. изабрао да репрограмира Контролну јединицу мотора. Уместо мање потрошње горива и високих емисија NOx  мотор би се пребацио на режим са ниским емисијама када детектује да је у току тест емисије гасова. Ово се посебно односи на модел мотора ЕА 189. Другим речима, мотор емитује нивое  азот-оксида изнад дозвољених граница у свакодневном раду, али је у складу са америчким стандардима приликом тестирања, ово представља такозвани уређај за уништавање. 2015. године новински магазин Шпигел објавио је да је најмање 30 људи на нивоу менаџмента у Фолксвагену годинама знало за превару, што је Фолксваген негирао.
Почевши од 2009. године, Фолксваген група је почела да своје дизел моторе са директним убризгавањем за лака путничка возила мења са комон рејл системом убризгавања горива. Овај систем омогућава већу прецизност испоруке горива коришћењем електронски контролисаних убризгивача/ињектора за гориво и већег притиска убризгавања, што теоретски доводи до боље атомизације горива, боље контроле односа ваздух-гориво и додатно, боље контроле емисија.

Фолксваген је описао дизел моторе као довољно чисте или чак чистије од САД и Калифорнијских стандарда, уз економичност горива и добре перформансе. Захваљујући одличној уштеди горива коју обезбеђује његова дизел флота, 2014. године Фолксваген је забележио импресиван резултат са корпоративном просечном потрошњом горива од 6,9 l/100 km (34 миље по граму). Ниски нивои емисија Фолксваген возила тестираних са уређајем за уништавање омогућили су компанији да добије субвенције за зелене аутомобиле и ослобођења од пореза у САД.
- Фолксваген џета дизел седан (енгл. Volkswagen Jetta Diesel Sedan), модел из 2009. је награђен за Зелени аутомобил године. Награда је укинута почетком октобра 2015.
- Кампања Фолксваген ТДИ мотора са Чистим дизелом рекламирана моделом Фолксваген Голф ТДИ на сајму аутомобила у Вашингтону 2010. године.
- Зграда Фолксваген-а за истраживање и развој у Волфсбург-у.
- Дизел издувна течност позната као Блутек технологија.

### Рани знаци упозорења 1998–
Шведски истраживач је 1998. године критиковао Нови европски стандард возног циклуса јер дозвољава велике разлике између стварности и емисија забележених у току тестова. Вашингтон пост је такође известио да су крајем 1990-их, инжењери ЕПА у лабораторији за тестирање у Вирџинији изградили систем под називом Луталица (енгл. ROVER), дизајниран да тестира емисију издувних гасова аутомобила у вожњи на путу. Пројекат је затворен 2001. године, упркос прелиминарним тестовима који су указивали на разлике између емисија из лабораторијских тестова и тестова у стварном свету од око 10 до 20 процената.
2011. године, Заједнички истраживачки центар Европске комисије објавио је извештај како је утврђено да су сва тестирана дизел возила емитовала 0,93 ± 0,39 g/km азот-оксида. Еуро 3 - 5 границе емисије су Европске еколошке норме моторних возила. Тестирана Еуро 5 дизел возила (норма за лака путничка и комерцијална возила) емитовала је 0,62 ± 0,19 g/km, што је знатно премашило одговарајуће Еуро 3 - 5 границе емисије.

### Тестирање емисије, САД 2014. година
Група научника са Универзитета Западна Вирџинија поднела је предлог ИЦЦТ-у и Џон Герман им је доделио 50.000 долара за спровођење тестова на три дизел аутомобила: Фолксваген Пасат, Фолксваген Џета и BMW X5.  ИЦЦТ је такође купио податке од Анализе емисија, консултантске куће са седиштем у Великој Британији, и од заинтересованих појединаца у радној групи „Стварне емисије у вожњи за лака теретна возила“ задужене за измене и допуне Еуро 6 прописа. Почетком 2014. године, два професора и два студента почели су да тестирају емисије из три возила у условима на путу, користећи Преносни систем за мерење емисија, што је омогућило прикупљање података о стварној емисији коришћеним за поређење са резултатима тестирања на лабораторијском динамометру.
Сва три возила су била сертификована у ЦАРБ-у да задовољавају услове емисије у лабораторијском испитивању. Прешли су 2.400 km на Џети и BMW x5. За свој последњи тест, желели су да пређу још већу километражу на Пасат-у и возили га од Лос Анђелеса до Сијетла и назад, практично читавом западном обалом Сједињених Држава, укупно преко 3.200 km. BMW је био у оквиру или испод стандарда са изузетком услова вожње у руралним пределима узбрдо/низбрдо. Међутим, истраживачи су открили да је у стварним условима вожње Џета премашила америчке границе емисије „фактором од 15 до 35“, док је Пасат премашио границу „фактором од 5 до 20“.
Емисије су далеко премашиле законске границе постављене и европским и америчким стандардима. Један од научника је изјавио: „Урадили смо толико тестова, немогуће је да смо понављали исту грешку изнова и изнова.“ Џон Герман је рекао да је обмана захтевала више труда од само додавања неког кода софтверу мотора, пошто би код такође морао да буде проверен. Резултати америчких тестова потврдили су проналаске ИЦЦТ-а у Европи. Научници из Западне Вирџиније нису идентификовали уређај за уништавање, али су своја открића представили ЕПА-и и ЦАРБ-у у мају 2014. године. У исто време, RapidScreen тестови емисија у стварном свету у Колораду су потврдили сумњиве абнормално високе нивое емисија. После једногодишње истраге, међународни тим истраживача идентификовао је уређај за уништавање као део кода означен са „акустично стање“ који активира системе за смањење емисије када компјутер аутомобила препозна да је подвргнут тесту.
| Аутомобил                 | ЕПА (САД)  | ЕПА (САД)   | ЕПА (САД)                            | Еуро 5 стандард | Еуро 5 стандард | Еуро 5 стандард     | Еуро 6 стандард | Еуро 6 стандард | Еуро 6 стандард | Коментар                                              |
| Аутомобил                 | Ограничење | Динамометар | Истраживање Универзитета у Вирџинији | Ограничење      | Регистар        | Мерење 2011. године | Ограничење      | Регистар        | Мерење 201x     | Коментар                                              |
| ------------------------- | ---------- | ----------- | ------------------------------------ | --------------- | --------------- | ------------------- | --------------- | --------------- | --------------- | ----------------------------------------------------- |
| Возило А Фолксваген Џета  | 0.043 g/km | 0.022 g/km  | 0.61–1.5 g/km                        | 0.18 g/km       |                 | 0.62 ± 0.19 g/km    | 0.08 g/km       |                 |                 | систем NOx замки                                      |
| Возило Б Фолксваген Пасат | 0.043 g/km | 0.016 g/km  | 0.34–0.67 g/km                       |                 |                 | 0.62 ± 0.19 g/km    |                 |                 |                 | селективна каталитичка редукција, систем на бази урее |

### ЕПА, Обавештење о прекршају
Дана 18. септембра 2015. године, ЕПА је послала Обавештење о прекршају Фолксваген групи наводећи да је око 480.000 аутомобила Фолксваген и Ауди опремљених са 2-литарским ТДИ моторима, продатих у САД између 2009. и 2015. године, имало инсталиран уређај за уништавање, механизам за усклађивање количине емисија. Обавештење о кршењу је назнака да ЕПА верује да је Фолксваген починио прекршаје, али није коначна одлука о одговорности.
Фолксвагенов уређај за уништавање је специјално написан фирмвер јединице за управљање мотором који детектује „положај волана, брзину возила, трајање рада мотора и барометарски притисак“ када се постави на динамометар коришћен од стране FTP-75 ЕПА теста. Ови критеријуми се поклапају са ЕПА захтеваним протоколом за испитивање емисија. Ово је омогућило возилу да буде у складу са прописима о емисији исправним активирањем свих контрола емисија током тестирања. ЕПА Обавештење о прекршају наводи да је у нормалним условима вожње софтвер потиснуо контролу емисија, омогућавајући бољу економичност горива, али на рачун емитовања до 40 пута више азот-оксида него што је дозвољено законом.

## Фолксвагенова реакција

### Првобитна реакција у августу и септембру 2015.
Према наводима ЕПА, Фолксваген је годину дана пре обелодањења кварова инсистирао како су упитању само технички багови. Фолксваген је тек након што је био суочен са уређајем за уништавање, признао да јесте била у питању злоупотреба резултата тестирања емсија.
Први знак признања од стране анонимног високог функционера Фолксвагена је био забележен 21. августа 2015. у Пацифик Гроуву, Калифорнији где је, приликом конференције о зеленом транспорту, он пришао Кристоферу Грундлеру, директору ЕПА-овог департмана за транспорт и квалитет ваздуха, и неформално му признао да се ради о превари прописаних стандарда.
Званично признање је дошло убрзо након, тачније већ 3. септембра 2015., када су у току конференцијског видео-позива, високи функционери Фолксвагена из Немачке и САД појаснили званичним представницима ЕПА и савезне државе Калифорније, преко претходно добијених докумената, да се радило о једном покушају заобилажења прописаних дозвољених емисија од стране дизел мотора. Ово признање је уследило након што је ЕПА запретила да неће одобрити Фолксвагенове и Аудијеве дизел моделе за годину 2016.
Речима тадашњег извршног директора Мартина Винтеркорн: „Лично ми је веома жао што смо уништили поверење наших муштерија и јавности.“ Приписао је превару „великим грешкама неколицине људи“. Иницијално је Винтеркорн одбијао да се повуче са своје позиције, да би се ипак повукао са ње 23. септембра.
Извршни директор „Фолксваген групе Америка“ Мајкл Хорн је био мало директнији: „Сасвим смо упрскали“. Олаф Лис, члан високог одбора Фолксвагена и министар економије Доње Саксоније, је касније рекао BBC-у да људи „који су дозволили да до овога дође или донели одлуку да се инсталира овакав софтвер“ су се понашали криминално и да ће морати лично да одговарају. Такође је додао да је високи одбор Фолксвагена сазнао за проблеме „непосредно пре медија“ и изразио бојазан кроз питање „зашто високи одбор није био обавештен о овоме иако је проблем био присутан у САД већ годину дана“.
Фолксваген је објавио да је 11 милиона возила било укључено у лажним емисионим извештајима и да ће преко седам милијарди долара бити намењено за исправљање софтвера који се налазио у центру скандала.Нови извршни директор Фолксвагена Матијас Милер је изјавио да је софтвер био активан само у делу од целокупног броја од 11 милиона аутомобила. Немачки таблоид Билд је твдио да су високи функционери били упућени у софтверску манипулацију издувних подешавања још од почетка 2007. Бош је допремио софтвер за тестирање са упозорењем Фолксвагену да може доћи до незаконитог коришћења.
Дана 28. септембра 2015. је било обелодањено да је Фолксваген суспендовао Хајинца-Јакоба Нојсера, начелника департмана за развој бренда у Фолксвагену, Улриха Хакенберга, начелника департмана за истраживање и развој у Аудију (који је такође надгледао све техничке развоје широм Фолксваген групе), Волфганга Хаца, шефа истраживања и развоја спортског бренда Порше. Истог дана је јављено да је осим унутрашње истраге инцидента, супервизорни одбор унајмио америчку правну фирму Џоунс Деј како би и они спровели независну истрагу. У фебруару 2016. Фолксваген је такође унајмио три фирме за односе са јавношћу (Кекст у САД, Херинг Шупенер у Немачкој и Финсбери у Уједињеном Краљевству), заједно са својим сталним америчким партнером Еделман. Да би додатно се извукли из скандала, Фолксваген је унајмио и бившег директора ФБИ-ја Луиса Фриха, заједно са бившим немачким уставним судијом Кристин Хоман-Денхарт, претходно упошљена у Дајмлеру и од 2016., у Фолксвагеновом одбору као директор департмана за интегритет и унутрашње послове.

### Остале нерегуларности, новембар 2015.

#### СО2емисије
Дана 3. новембра 2015. Фолксваген је обелоданио да је његова унутрашња истрага открила да СО2  емисије и конзумација горива су такође биле под утицајем нерегуларности. Ови нови проблеми, на почетку оцењени до 2 милијарде евра за поправку, су углавном подразумевали дизел моделе, са иницијалним оценама да је захваћено око 800.000 возила опремљених са 1.4, 1.6 и 2.0 литарним моторима. 9. децембра 2015. године је Фолксваген ревидирао ове оцене и дошао до бројке од 36.000 захваћених возила овим нерегуларностима, као и да су ипак грешке у мерењу СО2 емисије биле неосноване.
Новембра 2016. калифорнијски регулатори су тврдили да су открили софтвер инсталиран у неке моделе Аудија који је дозвољавао произвођачу да заобиђе тестове СО2  емисије.

#### Емисије 3.0 литарних ТДИ мотора
Дана 20. новембра 2015. ЕПА је изашла са изјавом да су званичници из Фолксвагена рекли агенцији да сви 3.0-литарни ТДИ дизел мотори продати у САД од 2009. до 2015. су такође били опремљени са софтвером који заобилази тестове за прописане стандарде у облику „алтернативног контролног уређаја за издувне гасове“. Овај софтвер је незаконит у САД, док јесте законит у Европи. Фолксваген је признао постојање оваквих возила, али стоје иза тога да софтвер није био инсталиран због „забрањених намера“. 4. јануара 2016. Министарство правде САД је поднело тужбу федералном суду против Фолксвагена, тврдећи да 3.0-литарни ТДИ дизел мотори су испуњавали прописане стандарде само у режиму „температурног кондиционирања“ који се аутоматски пали у току тестирања, док сво остало време, као и у току нормалних радњи возила, возила раде у „нормалном режиму“ који дозвољава емисије NOx и до девет пута више од федералних стандарда“. Тужба је обухватала око 85.000 3.0-литарних дизел возила продатих у САД од 2009., укључујући Фолксваген Туарег, Порше Кајен, Ауди А6 Кватро, Ауди А7 Кватро, Ауди А8, Ауди А8Л, Ауди Q5 и Ауди Q8 моделе.

### Захваћена возила Фолксвагена и Ауди ТДИ модела
| Марка      | Модел           | Године модела | Генерација мотора |
| ---------- | --------------- | ------------- | ----------------- |
| Ауди       | А1              | 2010–2014     | 1                 |
| Ауди       | А3              | 2009–2013     | 1                 |
| Фолксваген | Буба            | 2013–2014     | 1                 |
| Фолксваген | Буба Кабриолет  | 2013–2014     | 1                 |
| Фолксваген | Голф 2-вратни   | 2010–2013     | 1                 |
| Фолксваген | Голф 4-вратни   | 2010–2014     | 1                 |
| Фолксваген | Џета            | 2009–2014     | 1                 |
| Фолксваген | Џета Спортваген | 2009–2014     | 1                 |
| Фолксваген | Пасат           | 2012–2015     | 1                 |
| Ауди       | А3              | 2015          | 3*                |
| Фолксваген | Буба            | 2015          | 3*                |
| Фолксваген | Буба Кабриолет  | 2015          | 3*                |
| Фолксваген | Голф 4-вратни   | 2015          | 3*                |
| Фолксваген | Голф Спортваген | 2015          | 3*                |
| Фолксваген | Џета            | 2015          | 3*                |
| Фолксваген | Пасат           | 2015          | 3*                |
| Ауди       | А3              | 2015          | 3**               |
| Фолксваген | Буба            | 2015          | 3**               |
| Фолксваген | Буба Кабриолет  | 2015          | 3**               |
| Фолксваген | Голф 4-вратни   | 2015          | 3**               |
| Фолксваген | Голф Спортваген | 2015          | 3**               |
| Фолксваген | Џета            | 2015          | 3**               |
| Фолксваген | Пасат           | 2015          | 3**               |
| Фолксваген | Туарег          | 2009–2012     | 3                 |
| Ауди       | Q7              | 2009–2015     | 3                 |
| Фолксваген | Туарег          | 2013–2016     | 3                 |
| Ауди       | А6              | 2014–2016     | 3                 |
| Ауди       | А7              | 2014–2016     | 3                 |
| Ауди       | А8              | 2014–2016     | 3                 |
| Ауди       | А8Л             | 2014–2016     | 3                 |
| Ауди       | Q5              | 2014–2016     | 3                 |
| Ауди       | Q7              | 2013–2015     | 3                 |

*Почетне измене
**Касније измене

### Опозив возила и последице
Дана 29. септембра 2015. Фолксваген је изашао са планом да допреми 11 милиона захваћених возила, опремљених са Фолксвагеновим ЕА 189 дизелним моторима, и то 5 милиона Фолксвагенових возила, 2,1 милион Аудијевих, 1,2 милиона Шкодиних и 1,8 милиона лаких комерцијалних возила. Сеат је оценио да је 700.000 њихових дизел модела било захваћено. Само у Европи је било око 8 милиона захваћених возила. У Немачкој је било опозвано 2,8 милиона возила, испраћено са 1,2 милиона у УК-у. У Француској 984.064, Аустрији око 360.000, док у Чешкој је било захваћено 148.000 (од тога 101.000 Шкодиних). Према тврдњама Фолксвагена, у Португалу је продато 94.400 возила са овим софтвером. За поправку можда није било неопходан тотални опозив возила; на пример у УК-у је Фолксваген понудио да само направи измене без икакве доплате корисника водећи се реченицом да је опозив неоходан само у случају да се нађе квар који би могао разултирати озбиљним повредама. Како кршење правила укључује да уређаји за контролу емисије раде у току тестирања, а да се угасе у току нормалне вожње како би се унапредиле перформансе возила, оцењено је да би софтверски апдејт могао да учини возила мање ефикасним и оштети економичност коришћења горива; Фолксваген је демантовао ове тврдње, предлажући решење којим би задовољили неопходне ЕУ стандарде без умањења перформанси и ефикасности возила.
Од септембра 2015. није било разјашњено да ли ће бити укључене измене и у хардверу, попут селективне каталитичне редукције (СКР). Опозив је био планиран да почне у јануару 2016., тако да сва захваћена возила буду поправљена до краја године. Компанија је објавила преглед свих брендова и модела, укључујући и супераутомобиле марке Бугати.
Дана 8. октобра 2015. извршни директор Фолксвагена САД, Мајкл Хорн је у сведочењу пред америчким конгресом рекао да ће бити неопходне године да се сва возила поправе, поготово старији модели, услед комплексности неопходних хардверских и софтверских измена. Додао је да ће измене највероватније очувати оцене економичности коришћења горива али да „ће вероватно бити благог удара на перформансе“. 
Дана 12. октобра 2015. Пол Вилис директор менаџеринга Фолксвагена УК је изјавио испред Транспортног комитета да ће требати убризгивача горива за око 400.000 Фолксвагенових аутомобила као и софтверских поправки. Возила која су захтевала хардверску поправку су била 1.6 литарни дизел модели. 1.2 литарни и 2.0 литарни дизел модели су захтевали само софтверску поправку. Истог дана Фолксваген је објавио да ће изменити целокупну дизел стратегију, тврдећи да ће у Европи и САД ће применити  „колико је брзо могуће“ употребу селективне каталитичне редукције да би побољшали емисије дизела. Такође је био објављен план да се убрза развој електричних возила и хибрида, као и бензинских, уместо дизел мотора, на мањим возилима.
12-13. октобра 2015. корисници возила Фолксваген Групе у УК-у су почели да добијају писма упозорења, да би се „решио проблем“. Фолксваген је касније објавио временску агенду за опозив дизел возиле у УК-у, 2.0 литарне у марту 2016., 1.2 литарне у јуну 2016. и 1.6 литарне у октобру 2016.
На почетку октобра 2015. Фолксваген је предложио да дозволи корисницима њихових возила да одаберу да ли желе да им се возило поправља или не. Упркос томе, Немачка Федерална Мото-транспортна Агенција (  или КБА) је видела софтвер као незаконит и наредила потпуни опозив свих захваћених возила у Немачкој. Фолксваген је у том тренутку одлучио да ће опозвати око 8,5 милиона возила у Европи, око трећине њихових купљених возила од 2009. КБА је очекивала од Фолксвагена да им пошаље план опозива 2.0-литарних возила пре краја октобра и 1.2 и 1.6 литарних возила пре краја новембра. Фолксваген је могао да спроведе план у дело тек након што им КБА њега и одобри. Немачки званичници су захтевали од Фолксвагена да уклони оштећени софтвер и да осигура да су закони о емисији испуњени. Медији су оценили да КБА-ове процедуре су поставиле пример како би се овакви проблеми могли касније решавати од стране државних функционера у осталим државама.
Дана 18. новембра 2015. Аутоблог је забележио да је КБА пратила Фолксвагенове исправке на захваћеним 1.6 литарним дизел моторима. 25. новембра 2015. Фолксваген је изјавио да је поправка укључивала и малу хардверску измену поред софтверског апдејта. Ова нискобудџетна измена је стајала у контрадикцији са ранијим оценама по питању могућих нових крајева убризгивача и каталитичких конвертера. Децембра 2015. Фолксваген је изашао са изјавом да захваћеним 1.2 и 2.0 литарним аутомобилима је неопходна само софтверска измена.  Од новембра 2015. КБА је одобрила поправке, очекујући прве опозиве аутомобила у јануару 2016. Према наводима Фолксвагена, циљана мерења ће бити задовољена без утицаја на коњску снагу, употребу горива и остале перформансе. Обична исправка са јефтиним деловима и софтвером је била могућа, али не и доступна док су мотори били у развоју јер технологије развоја мотора и симулације вуче ваздуха су се у међувремену развиле. Од децембра 2015., услед строжих закона везаних за природну околину, за поправке возила у САД се очекивало да би дуже потрајале и да би биле технички комплексније.
Од фебруара 2016. било је 3 величине захваћених дизел мотора и више од десет варијација поправки је постојало, наводећи Фолксваген да крене са опозивима возила у таласима за сваки скуп возила; први модел који је био поправљан је Фолксваген Амарок. Класификован као лако комерцијално возило, Амарок пикап је имао вишу Еуро 5 NOx границу него путничка возила, која још нису имала одобрену методу поправке. Немачки мото часопис Аuto Motor und Sport  је тестирао два Амарок ТДИ пикапа пре и после софтверског апдејта и открио да иако је коњска снага остала иста, потрошња горива је била увећана за 0,5 литара/100 km. Верује се да због овога су одложени наредни софтверски апдејтови за моделе са већом запремином попут Пасата, чије поправке су биле очекиване да почну од 29. фебруара 2016. због даљих тестирања апдејта од стране КБА. Фолксваген је 11. априла 2016. потврдио да ће опозив Пасата бити одложен због резултата тестирања, који су показали већу потрошњу горива. 2017. године шведски ауто часопис Свет технологије (швед. Tekinkens Värld) је извео тестове на 10 различитих модела и многи од њих су показали умањење у коњској снази и увећање у потрошњи горива након софтверског апдејта.

### Рекламирање, 2015.
У Француској MediaCom медијска агенција, која врши рекламирање Фолксвагена, је упозорила француске новине 22. септембра 2015. да ће отказати планирану кампању Фолксвагена и Аудија у случају да оне обухватају и емисиона кршења. Како је величина скандала већ узела маха, ова претња је имала мало ефекта.
На дан немачког јединства Фолксваген је покренуо рекламну кампању у немачким недељним новинама како жели да истакне своју радост поводом 25-тогодишњице немачког уједињења, његов понос у уделу обликовања земље заједно са народом у последњих 25 година, да се захвали за поверење које су му муштерије пружиле као и да се захвалим својим трговинским партнерима уз обећање да ће одрадити све што је могуће да врате поверење својих муштерија.

### Нова правила, септембар 2015.
У септембру 2015. Фолксвагенов увозник за белгијско тржиште, Длетерен, је објавио да ће омогућити бесплатна унапређења мотора за 800 купаца који су наручили возило са дизел мотором које је највероватније имало незаконити софтвер.
Од октобра 2015. продаја возила са ЕА 189 моторима је била обустављена у неким од европских земаља попут Шпаније, Швајцарске, Италије, Холандије, Белгије и Уједињеног Краљевства.
У САД, Фолксваген је повукао апликацију за емисиони сертификат за њихове дизел моторе из 2016., остављајући хиљаде возила напуштених у лукама у октобру 2015., за која је компанија рекла да имају незаконити софтвер. ЕПА је неке моделе из 2016. ставио под карантин док им се резултати тестирања не поклопе на путу и у тестирању.

### Сведочење у конгресу САД, октобар 2015.
Дана 8. октобра 2015. извршни директор Фолксвагена САД је сведочио испред Комитета за Енергију и Трговину САД истичући: „Ово није била одлука са врха, из моје тачке гледишта и са мојим сазнањем. Ово је био само мали број софтверских инжењера који су ово уградили из непознатих разлога... неки људи су донели погрешне одлуке како би се извукли са нечим што је неминовно било октривено.“ Ова изјава је наишла на исмевање у јавности.

### Надокнада, новембар 2015.
Дана 9. новембра 2015 Фолксваген је објавио да, заједно са 2.000 долара које је нудио тренутним власницима Фолксвагена за замене, ће још 482.000 власника Ауди и Фолксваген дизел возила у САД добити и ваучер у величини од 1000 долара. 18. новембра 2015. Фолксваген је изјавио да око једне четвртине власника захваћених возила су искористили своје право на програм надокнаде, који се оценио са 120 милиона у одштети. Фолксваген је потврдио да понуда ваучера укључује кориснике из Канаде. Фолксваген Америка је рекао да прихватање ваучера не спречава муштерије да их туже. Фолксваген је такође отворио фонд за тврдње, који је водио познати правник Кенет Фајнберг, који би нудио потпуне надокнаде пакета 600.000 корисника Фолксвагена у САД захваћених скандалом. Иако ранијих сугестија ка супротном, у децембру 2015. извршни директор Фолксвагена Матијас Милер је рекао да муштерије ван САД и Канаде би требало да очекују неки вид пакета надокнаде: Мми радимо на атрактивном пакету, назовимо га надокнадом због опадања дуготрајне вредности наших аутомобила“. Било како било, 11. јануара 2016. представник Фолксвагена је изашао са изјавом да „неће бити надокнаде. Све индиције говоре како дуготрајна вредност возила није на “; компанија, која је наставила да трпи притиске од званичника из ЕУ да компензује европске возаче, је објаснила забуну као „малу грешку у преводу“. Комесар ЕУ Елзбиета Биенковска је рекла да Фолксваген не поштује своје европске муштерије. Фолксвагенов одговор је да ситуација у САД и Канади, где је поверење у дизел моторе озбиљно уздрмано, није „слична по аутоматизму“ са осталим тржиштима.
Дана 21. априла 2016. федерални суд северног округа у Калифорнији, који је био постављен у децембру 2015. да надгледа скоро све судске спорове у САД, укључујући и тврдње упућене од власника возила и државних институција, је објавио да ће Фолксваген понудити својим муштеријама у САД велику надокнаду као и да откупи скоро 500.000 2.0 литарних возила као део договора у Северној Америци. Суд је поставио бившег ФБИ директора Роберта Милера као медијатора да надгледа преговоре између оштећених, регулатора и Фолксвагена и да направе коначни договор до краја јуна 2016.

### Европске акције, 2015-2020
Поводом плана опозива у САД, Фолксваген је почео да кроји сличне планове у Европи, где је оцењено да је захваћено око 8,5 милиона возила од 11 милиона скандалом. Европска унија је упозорила Фолксваген у 2018. да не верује да довољно брзо поправља грешке на опозваним колима и да муштеријама пружа неопходне информације о решавању проблема као и информације о надокнадама. Фолксваген се обавезао да ће платити казну од 1,2 милијарде евра дату од стране Немачке због грешке у праћењу својих запослених у току поправке софтвера у 2018.
У Немачкој само је поднето преко 60.000 личних тужби различитих степена, представљајући 450.000 грађана, од 2015. до 2019. од стране власника Фолксвагенових возила, захтевајући сличан план надокнаде као онај предочен возачима у САД. Случај који је водила Федерација немачких организација корисника (ВЗБВ) је поднет против Фолксвагена. У Високом Регионалном Суду Брауншвајг Фолксваген је аргументовао како у случајевима где су у САД захваћена возила била забрањена за употребу, то није био случај у ни у једној земљи Европске уније, самим тим није било разлога за надокнаде. Ипак, судија Михаел Ниф је одбио тадашње рочиште Фолксвагену заказано за септембар 2019., допуштајући случају да се продужи на неколико година, како је и било оцењено као неопходно. Фолксваген је дошао до договора са ВЗБВ-ом за око 830 милиона евра, што је представљало између 1.350 и 6.257 евра за сваког од око 260.000 власника Фолксвагена. Многе муштерије су биле бесне поводом договора, који је представљао само део надокнаде који је Фолксваген алоцирао за своје америчко тржиште. Један од случаја који, није био обухваћен ВЗБВ-овим, је стигао и до Федералног Суда Правде, немачки највиши суд, и  у мају 2020. је одређено да корисници су морали добити назад надокнаду у величини пуне тржишне цене аутомобила, многоструко већа одштета од претходно понуђене. Нејасно је колико ће остати у Фолксвагеновим рукама после заосталих тужби.
Сличан случај против Фолксвагена је био у току у Уједињеном Краљевству, представљајући више од 91.000 муштерија, тражећи већу надокнаду због тога што је Фолксваген свесно продао возила са кваром. Високи Суд Правде је дао прелиминаре налазе о случају у априлу 2020. као и да постоји велика вероватноћа да је Фолксваген продао возила са „уређајем за уништавање“ и покушао да заобиђе стандарде емисије, што је омогућило да се процес настави.

## Последице

### Здравствене последице

#### Смртност
Стручним рецензијама објављеним у различитим научним радовима процењено је да ће отприлике 59% превремених смрти бити узроковано прекомерним загађењем насталим између 2008. и 2015. од стране возила опремљеним "уређајима за уништавање" у Сједињеним Америчким Државама, већином због партикуларног загађења (87%) са остатком због озона (13%).

#### Последице безопасне по живот
Пошто је NO2 претеча приземног озона, он може изазвати респираторне проблеме укључујући астму, бронхитис и емфизем. Оксиди азота појачавају ефекат финих честица чађи које узрокују проблеме са срцем, облик загађења ваздуха за који се процењује да годишње убије 50.000 људи у Сједињеним Америчким Државама.

### Последице по животну средину
NOx такође доприноси киселим кишама, видљиво смеђим облацима или смогу због видљиве природе NO2, као и приземног озона који ствара NO. NO и NO2 нису гасови стаклене баште, док N2О јесте. NO2 је претеча приземног озона.

### Правне и финансијске последице

#### Владини поступци

##### Аустралија
У октобру 2015. године, Аустралијска Комисија за Конкуренцију и Потрошаче објавила је да неће истраживати Фолксваген због могућих кршења стандарда о емисији издувних гасова, наводећи да разуман потрошач не би био забринут за емисију издувних гасова свог возила и стога не би био одлучујући фактор за њихову куповину. У марту 2017. Сидни Морнинг Хералд је известио да су Ауди и Фолксваген добровољно повукли захваћене аутомобиле ради ажурирања софтвера и да су у неким случајевима ажурирања хардвера отпочела у децембру 2016. Од јануара 2018. године, покренуто је неколико групних тужби против Фолксвагена, Аудија и Шкоде.

##### Канада
У септембру 2015. године, Енвајронмент Канада је објавила да је започела истрагу како би утврдила да ли су уређаји за уништавање уграђени у Фолксваген возила како би се заобишли тестови контроле емисије у Канади. Дана 15. децембра 2016. постигнут је споразум који је дозволио откупе или замене на основу тржишне вредности 18. септембра 2015. или прилагођавање одобрене модификације емисија. Све три опције су такође додале плаћање у готовини између 5 100  и 8 000 канадских долара.
Покрајинске власти Онтарија су 19. септембра 2017. године издале налог за претрес канцеларија Фолксвагена у Канади у области Торонта у оквиру истраге о скандалу са емисијама који је потресао компанију пре две године. Министарство животне средине и климатских промена оптужило је Фолксваген АГ за једну тачку по покрајинском Закону о заштити животне средине, наводећи да немачка компанија није поштовала стандарде о емисији из Онтарија. Наводи нису доказани на суду.

##### Европска унија
У септембру 2015. владине регулаторне агенције и истражитељи покренули су поступке у Француској, Италији, Немачкој, Швајцарској, Шпанији, Холандији, Чешкој и Румунији. Неколико земаља позвало је на истрагу широм Европе. У октобру 2015. Вернер Хојер, председник Европске инвестиционе банке (ЕИБ), рекао је да банка разматра повлачење Фолксвагенових кредита и најавио сопствену истрагу по том питању. Европски парламент је 27. октобра 2015. изгласао резолуцију која позива блок да успостави савезни орган који ће надгледати емисију издувних гасова из аутомобила, након извештаја у штампи да су највиши званичници ЕУ за заштиту животне средине упозоравали, од почетка 2013., да произвођачи прилагођавају возила како би радили боље у лабораторијама него на путу. Резолуција је позвала да се строжи тестови емисија у потпуности спроведу 2017. године, уместо да се постепено уводе између 2017. и 2019. године, као што је првобитно планирано. Међутим, Европска комисија је наставила са доношењем закона који су аутомобилској индустрији омогућили још годину дана пре него што је морала да се придржава нове уредбе. Такође, откривено је да ће нови „реалистичан“ ЕУ тест емисије штетних гасова и даље дозвољавати аутомобилима да емитују више од два пута више од законске границе азотних оксида (NOx) од 2019. и до 50 одсто више од 2021. Закон, коме се противи само Холандија, сматран је великом победом за аутомобилску индустрију и изазвао је оштре критике других посланика. Холандски посланик Бас Еикхут назвао је нови тест „лажним“, док је либерални демократа Европског парламента Кетрин Бирдер описала закон као „срамотно зашивање од стране националних влада, које поново стављају интересе произвођача аутомобила испред јавног здравља“. У децембру 2015. године, Европски парламент је изгласао оснивање посебног комитета који ће истражити да ли регулатори и извршни званичници, укључујући Европску комисију, нису успели да надгледају аутомобилску индустрију и њене режиме тестирања загађења.

##### Немачка
У септембру 2015. бивши извршни директор Фолксвагена Мартин Винтеркорн поднео је оставку због скандала, рекавши да нема сазнања о манипулацији резултатима емисије штетних гасова. Недељу дана касније немачки тужиоци покренули су истрагу против њега. Дана 1. октобра, немачки тужилац је појаснио да је истраживао наводе о превари од неидентификованих појединаца, али да Винтеркорн није био под формалном истрагом. Полиција је 8. октобра 2015. упала у седиште Фолксвагена. Од 16. октобра 2015, двадесет истражитеља је радило на случају, циљајући на „више од двоје, али много мање од 10“ запослених у Фолксвагену. Од новембра 2015. Kraftfahrt-Bundesamt или КБА је тестирао 50 аутомобила различитих произвођача, како у лабораторији тако и на путу користећи ПЕМС. У мају 2016. немачки министар саобраћаја Александар Добринт рекао је да ће Фолксваген, Ауди, Мерцедес-Бенз, Опел и Порше подесити подешавања која повећавају нивое емисије као што је азот-диоксид у неким дизел аутомобилима. Немачке власти су 16. марта 2017. извршиле рацију у седишту Аудија у Баварској и Фолксвагена у Волфсбургу.
Тадашњи извршни директор Аудија Руперт Штадлер приведен је у јуну 2018. до пуштања на слободу у октобру 2018. године, када је такође смењен са функције генералног директора. У јулу 2019, Штадлер је оптужен за превару у Минхену због скандала.

##### Јужна Кореја
Од 19. јануара 2016. Јужна Кореја, осмо највеће светско тржиште дизел аутомобила, планирала је кривични поступак против руководилаца Фолксвагена. Дана 22. септембра 2015. јужнокорејске власти најавиле су истрагу о контроли загађења у аутомобилима које производи Фолксваген и други европски произвођачи аутомобила. Парк Пан-киу, заменик директора јужнокорејског министарства животне средине, рекао је: „Ако јужнокорејске власти пронађу проблеме у Фолксваген дизел аутомобилима, истрага би се могла проширити на све немачке дизел аутомобиле“.
У новембру 2015, након што су у неким моделима Фолксвагена пронађени уређаји за уништавање, министар животне средине је изрекао казну од 14 100 000 000 вона и наложио да се аутомобили повуку.Од 20. јануара 2016. године, државна агенција за животну средину поднела је кривичну пријаву против Фолксваген-а, тражећи казну до 48 милијарди долара. Јоханес Тамер, генерални директор Аудија Фолксваген Кореја, стављен је под истрагу и суочио се са казном до пет година затвора и новчаном казном до 30.000.000 вона. Власти су одбиле Фолксвагенов план опозива за Јужну Кореју, поднет 6. јануара 2016. године, пошто није испунио низ кључних законских услова. Такође се наводи да су власти одбиле ревидирани план 23. марта 2016. из истих разлога. У мају 2016. године, након шире истраге о 20 аутомобила са дизел мотором, јужнокорејске власти су оптужиле Нисан да користи уређај за уништавање за манипулисање подацима о емисијама за Нисан Кашкај произведен у Британији, што је јапански произвођач аутомобила демантовао.

##### Уједињено Краљевство
Одељење за саобраћај је 24. септембра 2015. објавило да ће започети поновно тестирање аутомобила разних произвођача како би се уверило да употреба уређаја за уништавање није у целој индустрији. Одабрана комисија за транспорт Уједињеног Краљевства је отворила истрагу о кршењу емисија из Фолксвагена са доказима 12. октобра 2015. и 25. јануара 2016. Одабрана комисија је објавила писмо Пола Вилиса, генералног директора Фолксваген Групе УК Лтд од 21. децембра 2015. у којем се наводи: „У веома једноставним терминима, софтвер је изменио карактеристике NOx у тестирању. Возила су испуњавала стандарде ЕУ5, тако да је јасно допринео испуњавању стандарда ЕУ5 у тестирању."
У јануару 2017, акциона група је објавила да има 25 000 власника возила који траже одштету од 3 000 до 4 000 фунти по возилу.

##### САД
Фолксваген је обуставио продају аутомобила опремљених ТДИ моторима у САД 20. септембра 2015. ЕПА је 21. септембра 2015. објавила да би, уколико се оптужбе докажу, Фолксваген група могла да се суочи са казнама до 37 500 долара по возилу (око 18 милијарди долара укупно) . Поред могућих грађанских новчаних казни, Одељење за животну средину и природне ресурсе Министарства правде Сједињених Држава је спроводило кривичну истрагу о понашању Фолксваген АГ. 22. септембар 2015. Енергетски поткомитет за надзор и истраге Представничког дома Сједињених Америчких Држава најавио је да ће одржати саслушање о скандалу Фолксвагена, док је њујоршки државни тужилац Ерик Шнајдерман рекао да је његова истрага већ у току. Од 29. октобра 2015. године, више од 25 државних тужилаца и Федерални истражни биро у Детроиту били су укључени у сличне истраге. Дана 12. новембра 2015, ФБИ је потврдио инжењерском часопису Ingeniøren да је у току истрага, након претходних непотврђених извештаја.
Дана 4. јануара 2016. године, Министарство правде, у име ЕПА, поднело је тужбу против Фолксваген-а Окружном суду Сједињених Држава за источни округ Мичигена у Детроиту. У жалби, у којој се траже казне до 46 милијарди долара за кршење Закона о чистом ваздуху, наводи се да је Фолксваген опремио одређена возила са дизел мотором од 2,0 и 3,0 литара софтвером за варање емисија, узрокујући да загађење NOx премашује стандарде ЕПА током нормалних услова вожње. Даље је тврдило да су Фолксвагенови ентитети пружили погрешне информације и да су материјални пропусти ометали и опструирали „напоре да се сазна истина о издувним гасовима“. Дана 9. јануара 2016, амерички званичници критиковали су Фолксваген због позивања на немачки закон како би ускратили документе групи држава које истражују акције компаније. Шнајдерман се такође жалио на спорост Фолксвагена у производњи докумената из својих америчких досијеа, тврдећи да је компанија покушала да одложи одговоре док не заврши своју 'независну истрагу' за неколико месеци“.
Девети окружни апелациони суд САД пресудио је 1. јуна 2020. да је Фолксваген одговоран за даље правне тужбе за штету које су покренуле државне и локалне владе у вези са преварама у вези са емисијама. Једногласна пресуда суда отворила је пут за два округа на Флориди и у Јути да наставе са парницама против Фолксвагена, као и потенцијалним даљим случајевима које су покренуле јурисдикције у САД. До јуна 2020. Фолксваген је већ потрошио 33,3 милијарде долара на поравнања и друге трошкове, укључујући откупе прекомерно загађујућих дизел возила. У саопштењу, Фолксваген је рекао да ће затражити од окружног суда да преиспита пресуду и да ће компанија ако буде потребно поднети случај Врховном суду САД.

###### Оптужбе против инжењеринга/менаџмента Фолксвагена
Дана 9. септембра 2016, Џејмс Роберт Лианг, Фолксваген инжењер који ради у Фолксваген-овом постројењу за тестирање у Окснарду у Калифорнији, признао је као део споразума о признању кривице са Министарством правде САД да је уређај за уништавање намерно инсталиран у америчка возила уз знање његов инжењерског тима: „Лианг је признао да су отприлике 2006. године он и његови саучесници почели да дизајнирају нови дизел мотор „ЕА 189“ за продају у Сједињеним Државама. Када су он и његови саучесници схватили да нису могли да дизајнирају дизел мотор који би задовољио строже америчке стандарде о емисији издувних гасова, они су дизајнирали и имплементирали софтвер“.
Дана 3. маја 2018, бивши генерални директор Фолксвагена Мартин Винтеркорн оптужен је за превару и заверу у случају скандала са емисијама. Он је у више наврата негирао било какво сазнање о намештеним тестовима емисија.

###### Крајња одлука
Дана 25. октобра 2016. године, судија је одобрио коначно поравнање. Око 475 000 власника Фолксвагена у САД добило је избор између откупа или бесплатне поправке и компензације, ако поправка постане доступна. Фолксваген ће одмах почети да управља нагодбом, пошто је већ посветио неколико стотина запослених да воде процес. Вредност откупа се креће од 12 475 до 44 176 долара, укључујући исплате реституције, и варира у зависности од километраже. Људи који се одлуче за поправку коју је одобрила Агенција за заштиту животне средине добиће исплате у распону од 5 100 до 9 852 долара, у зависности од књиговодствене вредности њиховог аутомобила.

## Монкигејт
У јануару 2018. откривено је да је Фолксваген експериментисао на мајмунима у мају 2015. како би доказао да издувни гасови дизела нису штетни за примате. Овај скандал назван је Монкигејт (енгл. Monkeygate). Међутим, аутомобил употребљен за тестове је био Фолксваген Буба опремљена уређајем за уништавање који је производио далеко мање емисија у експерименту него у стварној вожњи на путу. Из овог разлога, главни лобиста Фолксвагена, Томас Стег, суспендован је 23. јануара 2018. године.

## Реакције

### Политичке личности
Немачка канцеларка Ангела Меркел изјавила је да се нада да ће све чињенице о том питању бити одмах објављене, позивајући на „потпуну транспарентност“. Она је додатно напоменула да је немачки министар саобраћаја, Александар Добриндт у сталној комуникацији са Фолксвагеном.
Мишел Сапен, француски министар финансија, позвао је на истрагу о аутомобилима на дизел мотор која би обухватила цео европски континент.
Кетрин Бердер, заступница Европског парламента за југоисточну Енглеску, коментарисала је 27. октобра 2015. у Европском парламенту да „сада имамо политички замах за радикалну ревизију која ће обезбедити да произвођачи аутомобила не могу да избегавају правила“, бранећи резолуцију ЕУ која је имала за циљ да „уклони смртоносна загађења дизел возила“. Међутим, када је Европска комисија наставила са доношењем закона који су аутомобилској индустрији обезбедили више времена да се прилагоди новијим одредбама, док су истовремено дозволили аутомобилима, чак и под „реалистичнијим“ тестовима, да емитују више од два пута већу од законске границе азот-оксида из 2019. и до 50 процената више од границе из 2021. године, Бердер је осудила закон као „срамотно мешање националних влада, које поново стављају интересе произвођача аутомобила испред јавног здравља“.
Члан лондонске скупштине Стивен Најт предложио је 1. новембра 2015. да дизел возила треба или забранити у будућности, или да се подвргну строгим тестовима пре него што им буде дозвољено да уђу у зону ниске емисије штетних гасова у Лондону. Заменик председника за животну средину града Лондона, Метју Пенчарц је одговорио да би такве мере могле довести до озбиљних економских проблема.

### Аутомобилска индустрија
Главни произвођачи аутомобила, укључујући Тојоту, Џенерал Моторс, ПСА Пежо Ситроен, Рено, Мазда, Даимлер (Мерцедес-Бенз) и Хонда, издали су саопштења за штампу у којима потврђују усклађеност њихових возила са свим прописима и законима тржишта на којима послују. Удружење произвођача и трговаца мотора је описало да проблем утиче на само једну компанију, без доказа који би указивали на то да би цела индустрија могла бити погођена.
Генерални директор Рено-Нисана Карлос Гон рекао је да би произвођачу аутомобила било тешко да интерно сакрије покушај фалсификације података о емисији из возила, као што се догодило у Фолксвагену, „Мислим да не можете да урадите овако нешто кријући се у жбуњу“.
Јим Холдер, уреднички директор компаније Haymarket Automotive, који објављује часописе WhatCar и AutoCar, сматра да никада није било скандала ове величине у аутомобилској индустрији.
Алан Браун, председник Националног саветодавног већа трговаца Фолксвагена, прокоментарисао је негативан утицај скандала на америчке трговце, који су се већ борили са прескупим производима и погоршањем односа између компаније и трговаца. Часопис Car and DriverЦар је на сличан начин нагласиo неспособност Фолксвагена да ефикасно ради на америчком тржишту, док су такође сугерисали да је компанија увелико потценила моћ ЕПА-е и необјашњиво није дала јавну изјаву пре него што је прича избила у јавност, упркос томе што је добила довољно упозорења.
Извршни директор Тесла Моторс-а Илон Маск упитан је за мишљење да ли ће скандал ослабити подршку потрошача за зелене технологије. Он је одговорио да очекује да ће се догодити супротно: „Оно што Фолксваген заиста показује јесте да смо достигли границу могућности дизела и бензина. Дошло је време да се пређе на нову генерацију технологије.“
Слично томе, аналитичари Fitch Ratings-а су сугерисали да би криза емисије издувних гасова Фолксвагена могла да утиче на читаву аутомобилску индустрију, при чему би аутомобили на бензин потенцијално „оживели“ у Европи и да би се уложило више новца у електрична возила. Други коментатори су тврдили да ће дизел мотор ипак повратити своје упориште на тржишту.
Дана 29. септембра 2015. године, S&P Dow Jones Indices и RobecoSAM навели су да ће акције Фолксваген АГ-а бити скинуте са листинга Dow Jones Индекси одрживости након прекида трговања 5. октобра 2015. Разлози за укидање листинга су друштвени и етички. RobecoSAM је потврдио да Фолксваген више неће бити идентификован као лидер индустријске групе Аутомобили и компоненте (енгл. Automobiles& Components).
Почетком октобра, Green Car Journal поништио своје награде Зелени аутомобил године, за моделе који „најбоље подижу летвицу у еколошким перформансама“, које су додељене моделима Фолксваген џета ТДИ из 2009. и Ауди А3 ТДИ из 2010. године.
У децембру 2015, група пословних и еколошких лидера, укључујући директора Тесле Илона Маска, обратила се отвореним писмом ЦАРБ-у, позивајући агенцију да ослободи Фолксваген опозива 85.000 дизел возила погођених скандалом у САД, и да би Фолксваген требало уместо тога да преусмери ресурсе на убрзано увођење возила са нултом емисијом („лечи ваздух, а не аутомобиле“). У писму, које укључује правно примењив план од 5 корака, тврди се да би овакав начин деловања могао да доведе до „10 за 1 или веће смањење емисије загађујућих материја у поређењу са загађењем повезаним са преваром дизел флоте“, док се сугерише да погођена возила на путу у Калифорнији „представљају безначајан део укупних емисија возила у држави“ и „не представљају, појединачно, никакав ризик у вези са емисијама за своје власнике или путнике“. Сличне захтеве је изнело и Америчко удружење за плућа, које је поднело петицију ЕПА да одреди Фолксваген-у да промовише возила са нултом емисијом штетних гасова, изгради одрживу транспортну инфраструктуру и надогради старије дизел моделе са супериорном контролом емисија.
Фолксваген је 2016. добио Иг Нобелову награду (сатирична награда за научне радове комичне природе или сумњиве сврхе) за хемију од научног хумористичког часописа Annals of Improbable Research за „решавање проблема прекомерне емисије аутомобилског загађења аутоматским, електро-механичким стварањем мање емисија кад год се аутомобили тестирају“.

### Медији
Фолксваген ТДИ скандал са емисијом издувних гасова је добио широко распрострањену негативну медијску изложеност, са насловима који се налазе на веб страницама више организација за прикупљање вести и извештавање. Ројтерс је рекао да би криза у Фолксвагену могла да представља већу претњу немачкој економији од последица неплаћања државног дуга Грчке 2015. године. Дојче веле, један од немачких медијских кућа, рекао је да се против Фолксвагена спрема „цунами тужби“ и да је скандал задао ударац психи земље и бренду „Произведено у Немачкој“ (енгл. Made in Germany).
Фолксваген скандал емисије штетних гасова придружио се редовима других контроверзних прича и скандала са суфиксима -гејт, а медији су сковали имена Дизелгејт и Емишнгејт да би га описали.

### Мишљење јавности
Упркос скандалу, једна анкета спроведена за немачке новине Bild сугерише да већина Немаца (55%) и даље има велику веру у Фолксваген, а више од три четвртине верује да су и други произвођачи аутомобила подједнако криви за манипулацију. Слично томе, анкета коју је спровела консултантска кућа за менаџмент Prophet у октобру 2015. године показала је да две трећине Немаца верује да је скандал преувеличан и да и даље сматрају да је Фолксваген произвођач одличних аутомобила. Истраживање Келог школе менаџмента Северозападног универзитета и компаније за маркетиншку аналитику Апвејв (енгл. Upwave) каже да је скоро 50% америчких потрошача имало позитиван или веома позитиван утисак о Фолксвагену, док је 7,5% имало веома негативан утисак. Друго истраживање у Америци које је спровео истраживач тржишта AutoPacific показало је да 64% власника возила не верује Фолксвагену, а само 25% њих има позитиван став о Фолксвагену након скандала.